# Benigno Cardeñoso
Benigno Cardeñoso Negretti (Cabezarados, 25 de mayo de 1895 - Ciudad Real, 17 de noviembre de 1939) fue un político y sindicalista español, ejecutado víctima de la represión durante la dictadura franquista.

## Biografía
Establecido en Puertollano, fue miembro del Sindicato Minero, del de Trabajadores de la Tierra (del que fue secretario general en la provincia de Ciudad Real) y del Ferroviario integrados la Unión General de Trabajadores (UGT). Fue cofundador del «Liceo Políglota» de Puertollano creado en 1927 con 65 alumnos y cuyo consejo presidió. 
En las elecciones de 1933 fue candidato a diputado del Partido Socialista Obrero Español (PSOE) por la circunscripción de Ciudad Real, si bien no obtuvo el escaño. Participó activamente en las huelgas campesinas de junio de 1934 motivadas por el giro radical del gobierno cedista tras su triunfo electoral y que en el campo manchego se manifestaron con más desempleo, subida del pan y una persecución selectiva de los sindicalistas de UGT. El movimiento huelgístico  fue seguido por 33 poblaciones de la provincia ciudadrealeña y por su participación y liderazgo, Benigno fue detenido, pero puesto en libertad poco después. Muchos dirigentes corrieron la misma suerte y las Casas del Pueblo fueron clausuradas. Acusado de participar después en la sucesos revolucionarios de octubre de 1934, sería condenado a ocho años de prisión. Sin embargo, tras la amnistía de 1936, fue liberado. Ese mismo año sería elegido compromisario por Ciudad Real para la elección del presidente de la República.
Con el golpe de Estado de julio de 1936 que dio lugar a la Guerra Civil, participó en la creación del batallón «La Mancha», que sería enviado al frente en Extremadura. Con posterioridad pasó a formar parte del comisariado político del Ejército Popular de la República. Durante el transcurso de la contienda fue comisario político de la 37.ª División y, tiempo después, del VII Cuerpo de Ejército. Finalizada la guerra fue detenido y fusilado en la cárcel de Ciudad Real en noviembre de 1939.